# Burlington (Kentucky)
Burlington is een plaats (census-designated place) in de Amerikaanse staat Kentucky, en valt bestuurlijk gezien onder Boone County.

## Demografie
Bij de volkstelling in 2000 werd het aantal inwoners vastgesteld op 10.779.

## Geografie
Volgens het United States Census Bureau beslaat de plaats een oppervlakte van
21,9 km², geheel bestaande uit land. Burlington ligt op ongeveer 248 m boven zeeniveau.

## Plaatsen in de nabije omgeving
De onderstaande figuur toont nabijgelegen plaatsen in een straal van 12 km rond Burlington.